# Османо-мамлюкская война (1516—1517)
Османо-мамлюкская война 1516—1517 годов (араб. حرب المملوكي العثماني‎, тур. Osmanlı – Memlük Savaşı (1516–17)) — вторая война между Османской империей и Мамлюкским султанатом.
Причиной конфликта между османами и мамлюками были спорные территории в Малой Азии, на которые претендовали оба государства. Первая османо-мамлюкская война закончилась в 1491 году разделением сфер влияния, однако правители бейликов Рамазаногуллары и Дулкадирогуллары испытывали постоянное давление с обеих сторон. С началом XVI века появилась и третья сторона, претендующая на контроль над регионом — персидский шах Измаил. Победив Измаила при Чалдыране, османский султан Селим взял под контроль Дулкадир, а затем начал войну с Мамлюкским султанатом, объявив её священной войной. Мамлюки, делавшие ставку на личное умение владеть холодным оружием и презиравшие артиллерию, оказались бессильны против современного оружия. Раздоры среди мамлюков и предательства привели к поражению на Дабикском поле при Хан Юнисе и при Ридании.
Результатом войны стало падение Мамлюкского султаната и присоединение его земель к Османской империи.

## История конфликта
В XV веке растущая Османская империя добилась контроля почти над всей территорией Анатолии. В районе Евфрата и долины Чукурова интересы османских султанов вступили в конфликт с интересами мамлюков. Оба султаната пытались получить контроль над буферными территориями — бейликами Рамазаногуллары и Дулкадирогуллары. В 1468—1473 годах мамлюкский султан Кайт-бей вел войну с Шехсуваром Дулкадироглу, которого поддерживал османский султан Мехмед II. Неосторожность и самонадеянность Шехсувара лишила его османской поддержки, и бей Дудкадира был разбит, пленён и казнён. Следующий крупный конфликт между двумя государствами возник в связи с тем, что сын Мехмеда II, Джем, претендовавший на трон, нашёл убежище в Египте. Затем при помощи Кайтбея вместе с изгнанными из своих владений Караманидами Джем пытался противостоять своему брату, Баязиду II. С 1485 года Кайтбей воевал с Баязидом за овладение Киликийской равниной, однако первая османо-мамлюкская война закончилась в 1491 году разделением сфер влияния. Баязид не проводил агрессивную внешнюю политику, и до конца его правления между двумя империями существовал мир. Когда у мамлюкского султана Кансуха аль-Гаури возник конфликт с Португалией, Баязид даже помог ему. Сын Баязида Селим I, правление которого началось в 1512 году, был более воинственным, чем его отец. Кроме Мамлюкского султаната, у османского султана был в Азии ещё один опасный соперник — персидский шах Исмаил. В 1514 году Селим организовал поход против шаха и разослал правителям бейликов требование присоединиться к кампании. Просьбу присоединиться к войне против «безбожников»-шиитов (персов) получил и мамлюкский султан, но он проигнорировал её, решив оставить армию Селима один на один с армией Исмаила. Алауддевле Бозкурт, бей Дулкадирогуллары и дед Селима, получив от внука приглашение присоединиться, не явился, отговорившись тем, что был слишком стар (ему было около 90 лет). На самом деле Алауддевле, устав воевать с Измаилом, заключил с ним мир и не хотел нарушать соглашение. Более того, отряды из Дулкадира нападали на османские обозы и продовольственные команды. Разбив при Чалдыране шаха Исмаила, Селим решил наказать Алауддевле. Не возвращаясь в Стамбул, Селим направил армию к Эльбистану и Марашу, городам Дулкадира. В битве у Турнадага армия Дулкадира была разбита, сам бей погиб. Селим полагал, что Алауддевле отказался помогать ему из-за сговора с мамлюками, поэтому отрубленные головы бея, его четырёх сыновей и его визиря султан отправил в Каир Кансуху аль-Гаури. Мамлюкский султан приказал, чтобы головы были должным образом похоронены. Стало очевидным, что война с Селимом неизбежна. Аль Гаури занялся военными приготовлениями, собирая свои войска, халифу и четырём главным кади было велено готовиться к отъезду в Сирию. Чтобы завоевать популярность, аль-Гаури отменил ежемесячные и еженедельные пошлины, которые он налагал на зерно и другие товары.

## Подготовка
Подчинив своей власти Юго-Восточную Анатолию и захватив Курдистан, Селим I исключил всякую возможность восстания в тылу[1]. Султан решил напасть на Египет, но сначала отправил в Каир посланцев с требованием подчиниться. Селим покинул Константинополь одновременно со своими послами и выехал в Сирию для подготовки похода[2].
Послы Селима застали Кансуха аль-Гаури в Халебе. Мамлюкский султан отреагировал резко, он необдуманно оскорбил их и захватил в плен[2]. После этого Селим I объявил мамлюкам войну. Мамлюкская армия отказывалась воевать против мусульман, что затрудняло для Кансуха защиту. Пятого августа 1516 года османская армия вторглась в Сирию[1]. Селим утверждал, что, хотя мамлюки были суннитами, но помощь, которую они оказали «еретику», шаху Исмаилу, узаконила нападение на них и их наказание[3]. Саад-эд-дин, османский летописец, цитирует стих: «Когда черкес поддержит кызылбаша, мы обнажим мечи и против него». Свою ошибку Кансух аль-Гаури понял довольно скоро, когда османская армия была на подходе. Он освободил пленённых посланников Селима и попытался начать переговоры, но было поздно[2][4].
Ибн Ийяс отмечает, что армия Кансуха была намного меньше, чем в прошлом. Было всего 944 королевских мамлюка, вся армия насчитывала около 5000 солдат (согласно другой оценке, около 7000 человек). Османы имели огромное преимущество в живой силе. Кансух постарался выплатить войскам долги по оплате. Чтобы подчеркнуть свою правоту в борьбе, султан приказал халифу, четырём главным кади и шейхам суфийских орденов присоединиться к армии. С собой он вёз племянника Селима, Касыма ибн Ахмед, который бежал в султанат мамлюков. С собой Кансух аль-Гаури на пятидесяти верблюдах вёз свою казну.

## Военные действия

### Битва на Дабикском поле

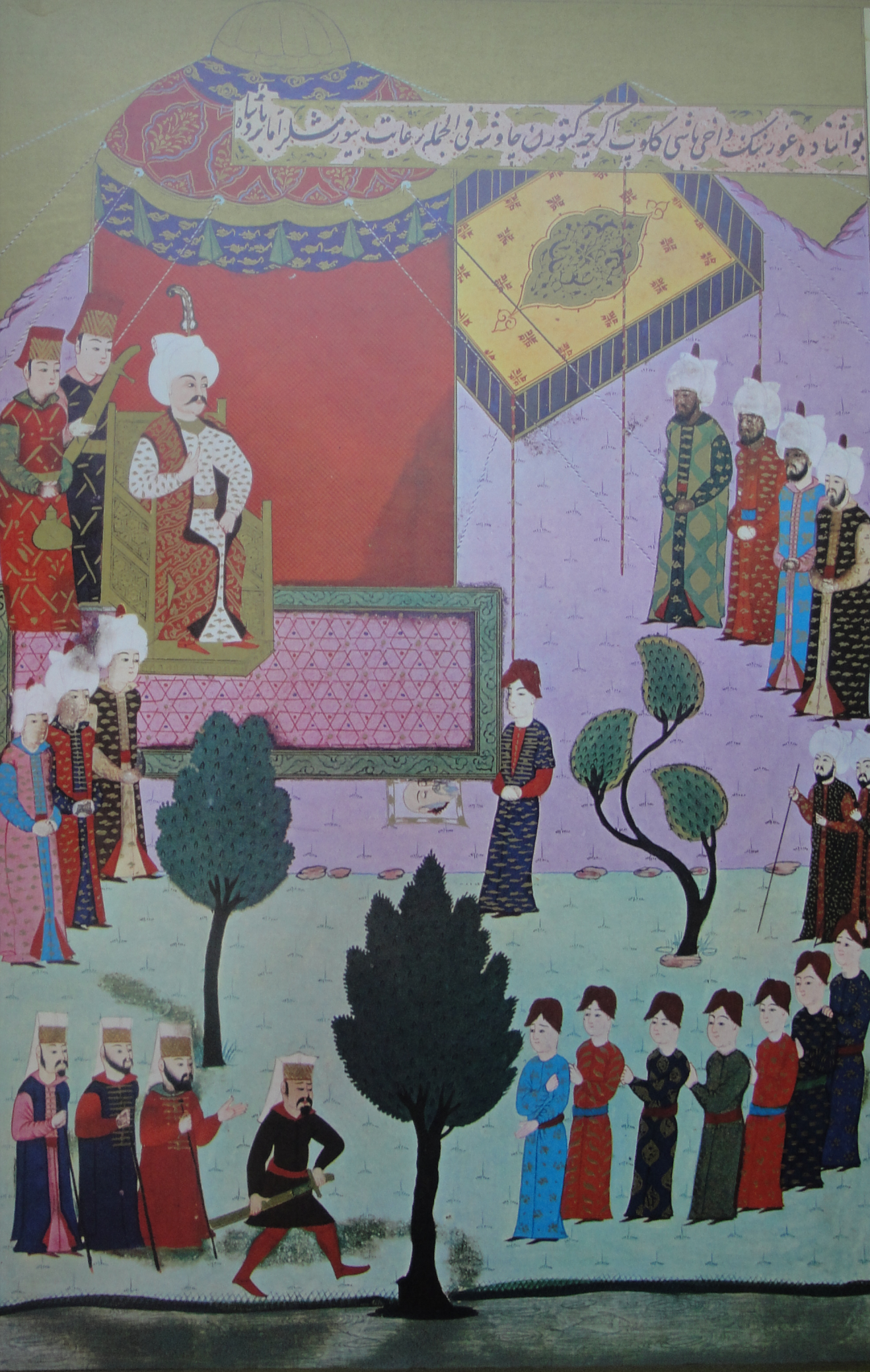
Голову Кансуха аль-Гаури приносят Селиму. Хюнер-наме, 1 том

Армия султана Кансуха аль Гаури встретилась с османскими силами 24 августа 1516 года в воскресенье утром в одном дне пути от Халеба на Дабикском поле (Мардж Дабик), где, согласно исламской традиции, находится гробница Давида. Целью армии мамлюков было попытаться остановить продвижение войск Селима I вглубь мамлюкских территорий. По разным источникам, в армии Селима было от 60 до 120 тысяч солдат, но более реалистичной является оценка в 80 тысяч. В армии мамлюков по различным оценкам было  60 или 70-80 тысяч человек. Во время боя в мамлюкской армии распространились слухи, что гвардию султана держат в резерве. Именно этим Ю. Петросян объяснял то, что часть солдат дезертировала, покинув поле боя или переметнувшись к османам. Играло роль и нежелание воевать против единоверцев. Хайр-бей воздерживался от участия в битве, а в критический момент перешел на сторону султана Селима. Историки признают, что своей победой Селим был частично обязан предательству Хайр-бея. Армия мамлюков отступила. Многие командиры мамлюков, включая главных, были взяты в плен или погибли. Около 2000 пленных мамлюкских солдат были казнены, небольшая часть пленников получила свободу.
Среди погибших в бою были султан Кансух аль-Гаури и командующий правым флангом Шай-бей. Пожилой султан умер, пытаясь спастись с поля боя. Смерть султана произошла при невыясненных обстоятельствах. Он либо принял яд, либо «его желчный пузырь лопнул, и из его горла текла красная кровь», либо с ним случился сердечный приступ или инсульт парализовал его. Султан упал с коня и был затоптан лошадьми. Оставленное сбежавшей свитой, тело султана так и не было найдено. В результате битвы Сирия на четыре века перешла под власть Османской империи.

### Покорение Сирии

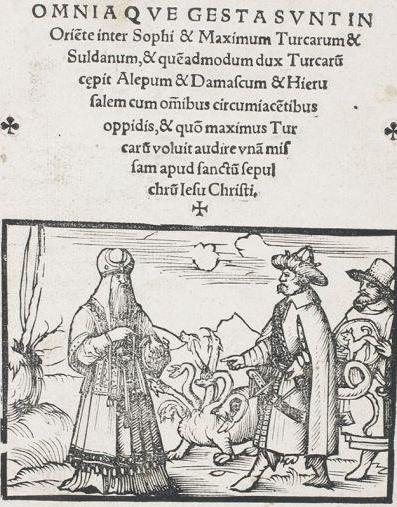
Титульный лист памфлета об османо-мамлюкской войне, изданного в 1518 году в Базеле.

Большинство мамлюкских наибов перешли на сторону Османской империи. Жители ряда сирийских городов изгнали мамлюкские гарнизоны и сдались Селиму I. Таким образом, Сирия подчинилась османам и превратилась в буфер между восточной границей Османской империи и Египтом. Путь на Египет Селиму был открыт. Кроме того, казна Кансуха аль-Гаури и его эмиров, оставленная в Халебе, попала в руки Селима, что лишило нового мамлюкского султана Туманбая возможности набрать новую армию.
Мамлюки считали ниже своего достоинства подчиниться османам и выбрали нового султана — Туманбая, энергичного племянника Кансуха аль-Гаури. Селим отправил в Каир послов с письмом, в котором потребовал признать вассальное положение Египта. Он предложил Туманбаю управлять Египтом в качестве своего наместника, чеканить монеты от имени османского султана и читать хутбу. По словам Ибн Ийяса, в письме Селим называл себя потомком двадцати царей, а Туманбая — «рабом, которого покупают и продают». Туманбай принял посланников, но когда они вышли от султана, один из мамлюкских эмиров, Алан-бек, набросился на них и отрубил им головы. В Диване он заявил, что был возмущён предложениями послов и презирает османов, которые уступали в личной храбрости мамлюкам и выиграли на Дабикском поле только благодаря своим ружьям.

### Битва при Бейсане
Продолжение войны было неизбежно. Командующим армией был назначен Джанберды аль-Газали, который 8 октября во главе отряда из 5000/10 000 человек отправился в Газу за сведениями об османской армии. Когда Газали прибыл в Газу, он столкнулся между Хан-Юнисом и Бейсаном с отрядом Хадым Синана-паши из 4 тысяч человек. Битва состоялась 21/22/25 декабря 1516 года. Великий визирь поставил в правом крыле санджакбея Теке Ферхада, а в левом крыле санджакбея Газы Мухаммеда-бея Иса-оглу. Сам Синан-паша стоял в резерве с янычарами и сипахами. Джанберды аль-Газали поставили напротив османского губернатора Газы мамлюкского, а наиба Александрии Худаверди-бека напротив санджакбея Теке. Потерпев поражение на Дабикском поле, мамлюки не изменили своего мнения об своём превосходстве над османами в смелости и умении воевать. Борьба была ожесточённой, но мамлюкам, расстреливаемым османской артиллерией, пришлось покинуть поле битвы и отступить в пустыню. Таким образом, исход и этой битвы был решён в пользу османов их артиллерией. Это была вторая и последняя битва после битвы на Дабикском поле до вторжения османской армии в Египет.
В Газе Селиму поднесли ключи от палестинских городов, в том числе и от Иерусалима, который был в мамлюкском султанате второстепенным городом и продолжал оставаться таковым некоторое время и в османской империи. По легенде, перед отъездом в  Египет Селим посетил Иерусалим и произнёс «Благодарение Богу! Святилище первой киблы принадлежит мне!»
Селим решил, что дорога на Каир открыта. Некоторые советники Селима были против идеи похода на Каир, говоря об опасностях дороги из Газы в Египет, особенно о проблемах пути и жажде в пустыне. Но Селим основательно подготовился к трудному маршу от населенной части Сирии к египетской границе: он купил много тысяч верблюдов, которые были загружены питьевой водой для  армии при пересечении пустыни, он также раздал много денег среди своих людей. В это же время пошли дожди, и проблема нехватки воды исчезла, дорога через пустыню стала возможна.
Султан прибыл в Газу 2 января 1517 года, уже 8 января Синан-паша с 6000 солдатами, а за ними и половина армии вступила в Египет, направляясь в столицу мамлюков. Вторая половина армии была оставлена для защиты восточных границ. Затем османская армия, в которой было 20000 воинов за 10 дней пересекла пустыню и направилась к столице Египта, Каиру. Османы прошли без сопротивления Салахию и Бильбейс и 20 января достигли Биркат аль-Хадж, в нескольких часах езды от столицы.

### Битва при Ридании

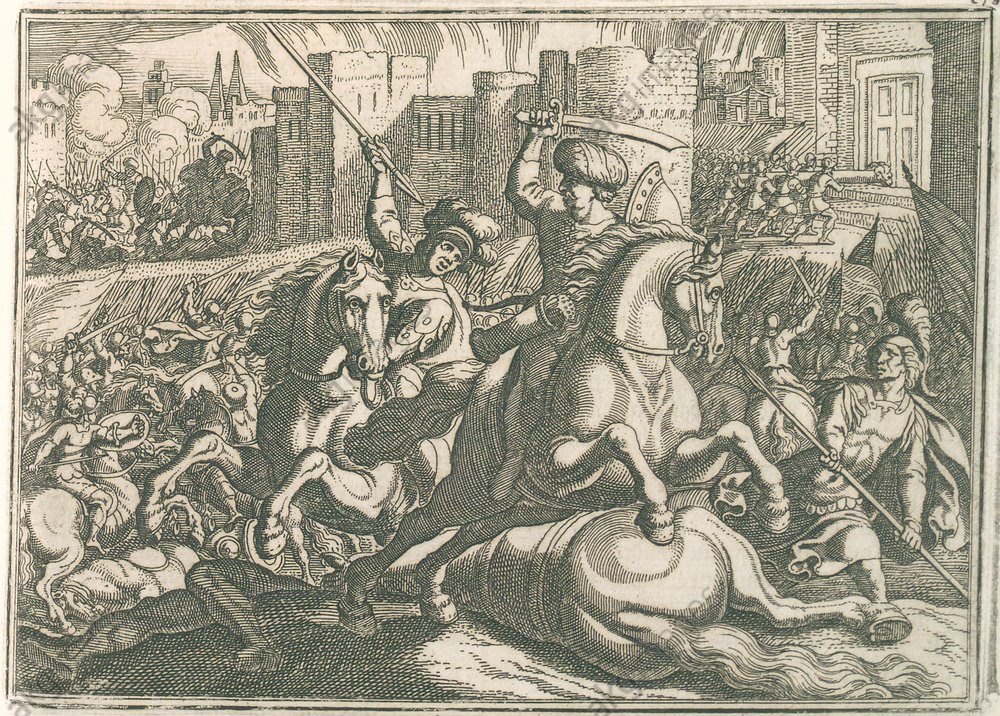
Битва при Ридании (у стен Каира)

Туманбай хотел встретиться с османами в Салихии, на границе Синайской пустыни, прежде чем утомлённые маршем по пустыне османы смогут отдохнуть, но его эмиры настаивали на том, чтобы ждать османскую армию у укреплений около северного предместья Каира, Ридании. Эмиры полагали, что было бы более целесообразно создать там прочную линию обороны и противостоять нападению османов. Туманбай попытался построить укрепления перед городом и подготовить армию. Высшее командование мамлюков с запозданием осознало важность огнестрельного оружия, Туманбай решил не повторять ошибок Кансуха аль-Гаури и вооружить армию пушками и ружьями. При Ридании у мамлюков были даже франкские (европейские) пушкари. В короткое время, доступное ему, Туманбай сосредоточился на обеспечении своей армии пушками и ружьями. Сами мамлюки считали ниже своего достоинства становиться пехотинцами с ружьями, поэтому Туманбай создал отряд аркебузиров из магрибинцев, нубийцев, туркоманов. В Ридании султан велел вырыть траншеи и устроить на горе Мукаттам палисады с проёмами для 100 пушек. Некоторые пушки мамлюки замаскировали песком. В траншеях были рассыпаны шипы против конницы. После разгрома армии в битве на Дабикском поле одной из самых больших проблем была нехватка людей. Туманбай вышел из ситуации, приняв в армию примерно 6 тысяч чёрных рабов, освобождённых преступников, а также вооружил городское ополчение. Неоплачиваемая и в значительной степени ненадёжная сборная армия не могла похвастать боевым духом.
Большинство источников датируют битву тем же днём 22 января 1517 года, когда авангард османской армии подошёл к пригородам Каира. Получив известие о походе османских войск в Каир, Туманбай подошел к оборонительной линии, образованной траншеями для войск, выкопанными в Ридании. Мамлюки планировали встретить османов неожиданным залпом огня и разогнать их в результате кавалерийской атаки. Битва началась утром, её исход определился за 20 минут. Мамлюки попытались заманить османскую армию к месту, простреливаемому из своих пушек. Османы обошли мамлюков с фланга и зашли в тыл, и мамлюки не смогли развернуть свои тяжелые орудия, которые увязли в песке. Османы без труда подавили мамлюкские батареи, уничтожив большую часть египетских пушек. Солдаты Туманбая не проявляли энтузиазма в бою, многие из магрибинских артиллеристов и горожан просто сбежали. Туманбай мужественно сражался, но не смог вдохновить армию даже личным примером. В самом начале битвы группа всадников, вооружённых с ног до головы, поскакала от мамлюкского левого фланга к османскому центру, где было стояло знамя султана. Кавалерия мамлюков напала на Синана-пашу, который был ранен в столкновении тремя копьями и упал с лошади. Визиря сразу же отвели в его шатер, где он умер. Туманбай и остатки его лучших рыцарей бежали на две мили вверх по Нилу. Позже часть мамлюков, которые бежали, собрались рядом с ним, эти 7000 человек продолжали сопротивление против османов. Впервые при завоевании Египта османская армия использовала многоствольные пушки, сейчас они хранятся в Военном музее в Стамбуле.

### Попытки Туманбая вернуть Каир

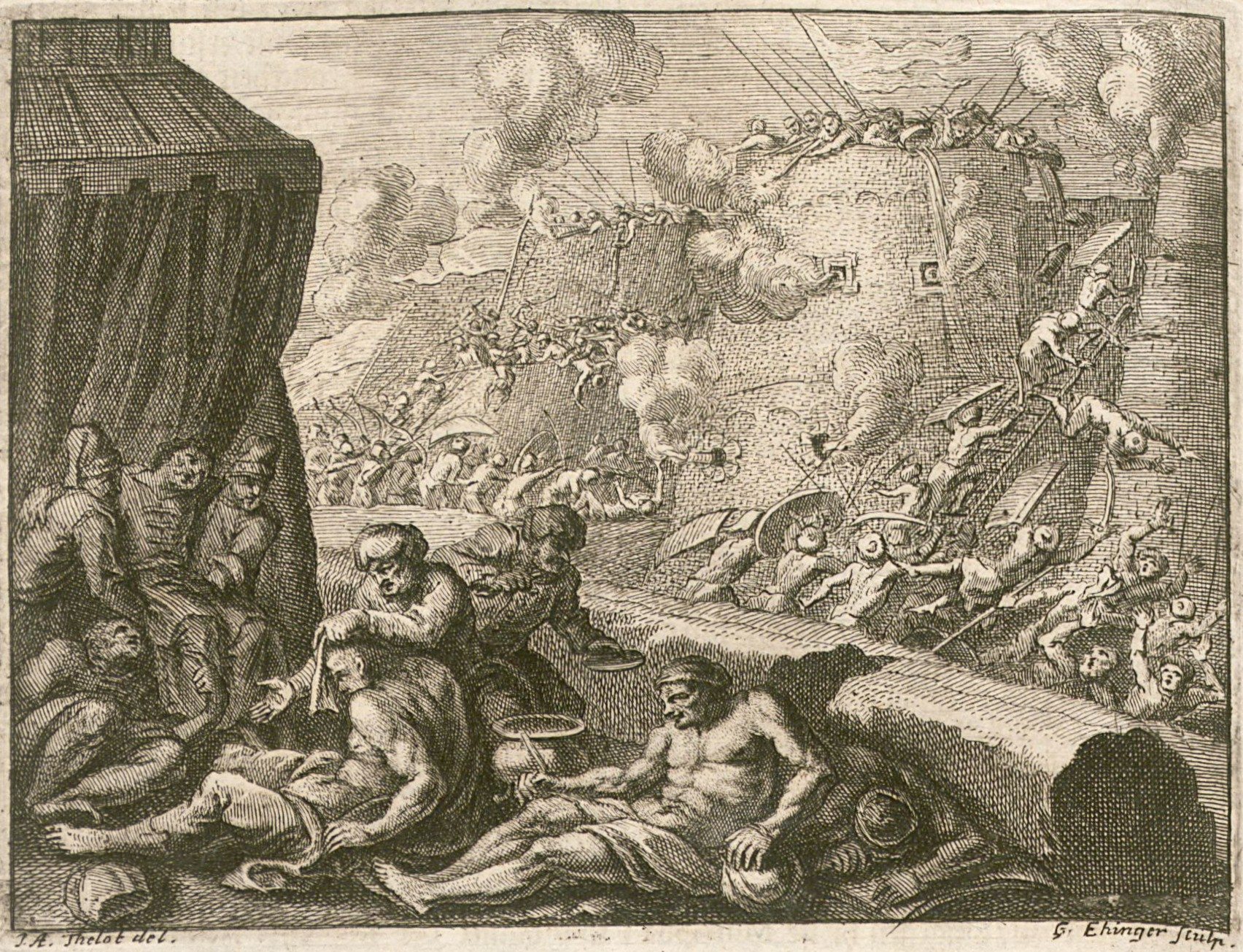
Бои в Каире в представлении европейского художника XVII века.

Битва за Риданию сломила сопротивление мамлюков и позволила османам войти в Каир и установить господство над Египтом, после похорон Синана-паши, 24 января, Селим вошел в город. На следующий день, последний в мусульманском году, во имя султана Селима была прочитана хутба, в которой его назвали «Разрушитель двух армий и слуга двух святых святилищ». Каир, один из крупнейших и богатейших городов мира, подвергся трёхдневному разграблению; беспомощное население, оставленное на произвол османов, не могло ничего сделать, кроме как наблюдать, как их дома и имущество были разграблены. Только для перевоза в Стамбул золота и серебра, захваченного во время египетской кампании, потребовалось 1000 верблюдов. Разграбив город, Селим провозгласил мир и поставил у ворот янычаров. Но охота на черкесов-мамлюков не окончилась, и захваченных немедленно предавали смерти. Под репрессии попадал любой, имевший типичный головной убор мамлюков. Многие жители Каира были казнены, а их отрубленные головы были подвешены к специальным столбам. Ибн Ийяс сравнивал османскую оккупацию с завоеванием Египта Навуходоносором и с разрушением Багдада монголами в 1258 году.

Монета Селима, отчеканенная на Каирском монетном дворе в 1517 году

Султан Селим не остался в Цитадели, а предпочёл разбить лагерь на берегу реки. В ночь на 28 или 29 января, еще до того, как взошло солнце,  Туманбай с 10 000 солдатами внезапно атаковал Каир.   Османская армия и султан находились за пределами города, в котором был небольшой османский гарнизон, который Туманбаю удалось вырезать, но Селим приказал визирю Юнису-паше, бейлербею Мустафе-паше, аге янычар Аясу и мир-алему (знаменосец) Ферхаду разбить Туманбая. Кровопролитные бои на улицах города продолжались несколько суток, на пятничной хутбе даже произнесли имя Туманбая, однако атака мамлюков была отбита.  Туманбай II смог занять город только на 48 часов, 30 января он  был вынужден покинуть Каир, после чего в городе разместились войска. В боях был ранен  великий визирь Юнус-паша. 15 февраля  султан Селим  с большой помпой вошел в Каир. На каирском монетном дворе были отчеканены золотые османские монеты с именем Селима. 

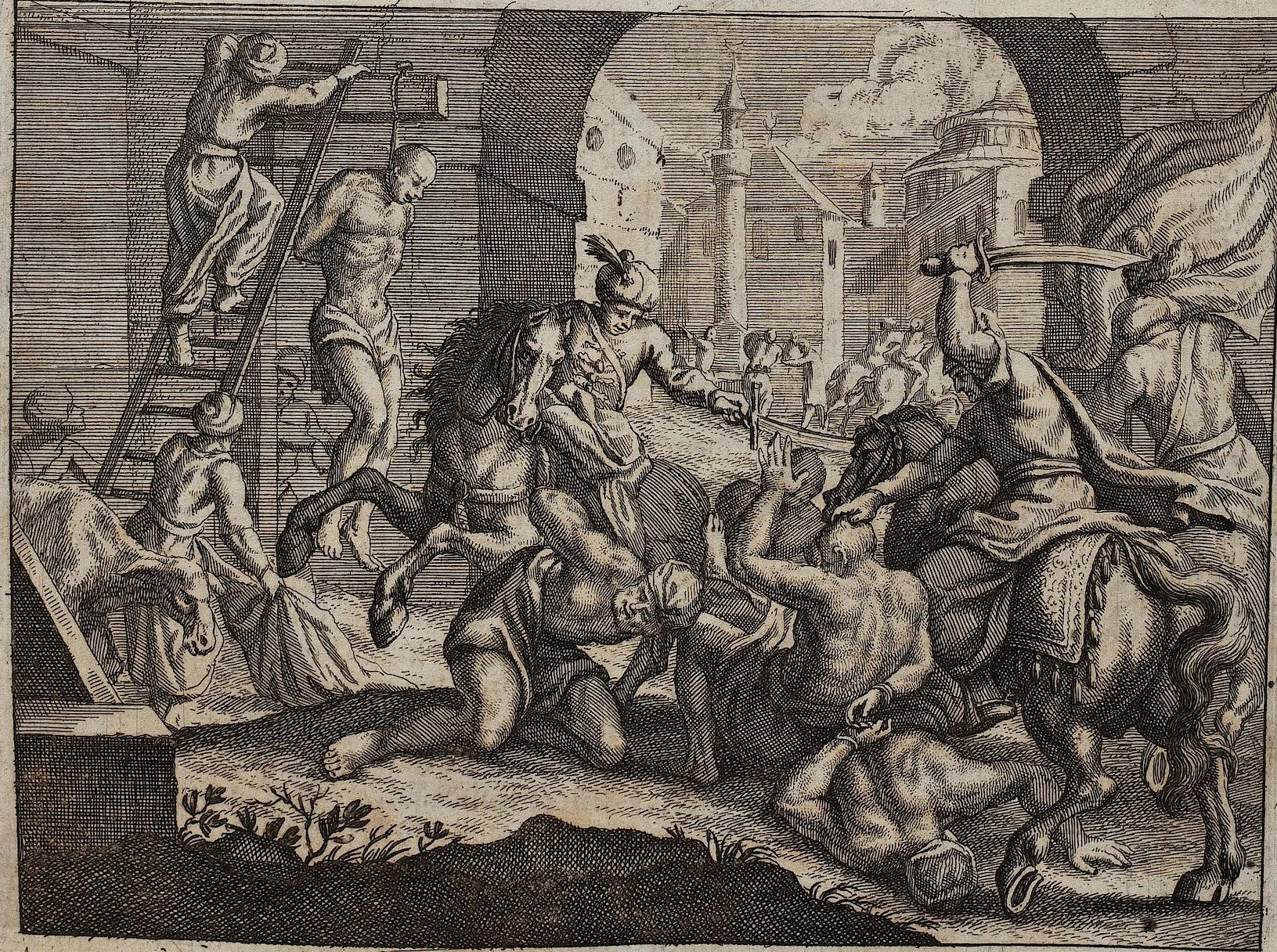
Бои в Каире в представлении европейского художника XVII века.

Во время подавления мятежа османы пушками выбивали двери и поджигали дома. Число погибших горожан достигло 50 тысяч человек. Сотни захваченных мамлюков и бедуинов были обезглавлены, а тела были брошены в Нил. В процессе ловли мамлюков были осквернены некоторые святыни (мечети и гробницы). Селим объявил, что сдавшиеся будут прощены, таких набралось около четырёхсот. Однако бывший султан аль-Малик аль-Захир Кансух (1498—1499) был казнён, поскольку были опасения, что мамлюки могут объявить его своим султаном.
После падения столицы из городов Египта население стало изгонять мамлюкские гарнизоны и подчинилось Селиму. Туманбай безуспешно пытался организовать сопротивление с помощью бедуинов и племён среднего Египта. Он даже сделал попытку помириться с Селимом и послал ему согласие стать заместителем османского султана в Египте. Селим решил принять предложение, но один из эмиров Туманбая убил одного из посланников Селима, сорвав переговоры. Тем не менее Туманбай не терял надежды. Он рассчитывал, что переждёт, пока османская армия не уйдёт из Египта. После этого он планировал добиться заключения мира. Но Селим не собирался покидать Египет, не завершив всех дел. Чтобы захватить Туманбая. Селим 26 марта (2 апреля 1517 ) перебрался в Гизу. В последней своей битве с османами  Туманбай снова был разбит. 800 мамлюков, попавших в плен, Селим велел казнить на месте, 700 мамлюков заковали в цепи и отослали в Стамбул. Туманбай бежал на запад и укрылся в доме бедуинского шейха Хасана ибн Мури, который был в долгу перед ним и считался другом. Араб семь раз поклялся на Коране, что не передаст Туманбая османам, но нарушил свою клятву и предал своего благодетеля. 30 марта султан Туманбай был окончательно взят в плен. Вскоре бедуинские шейхи выдали османам последнего не сдавшегося эмира, Шади-бека.

### Казнь Туманбая

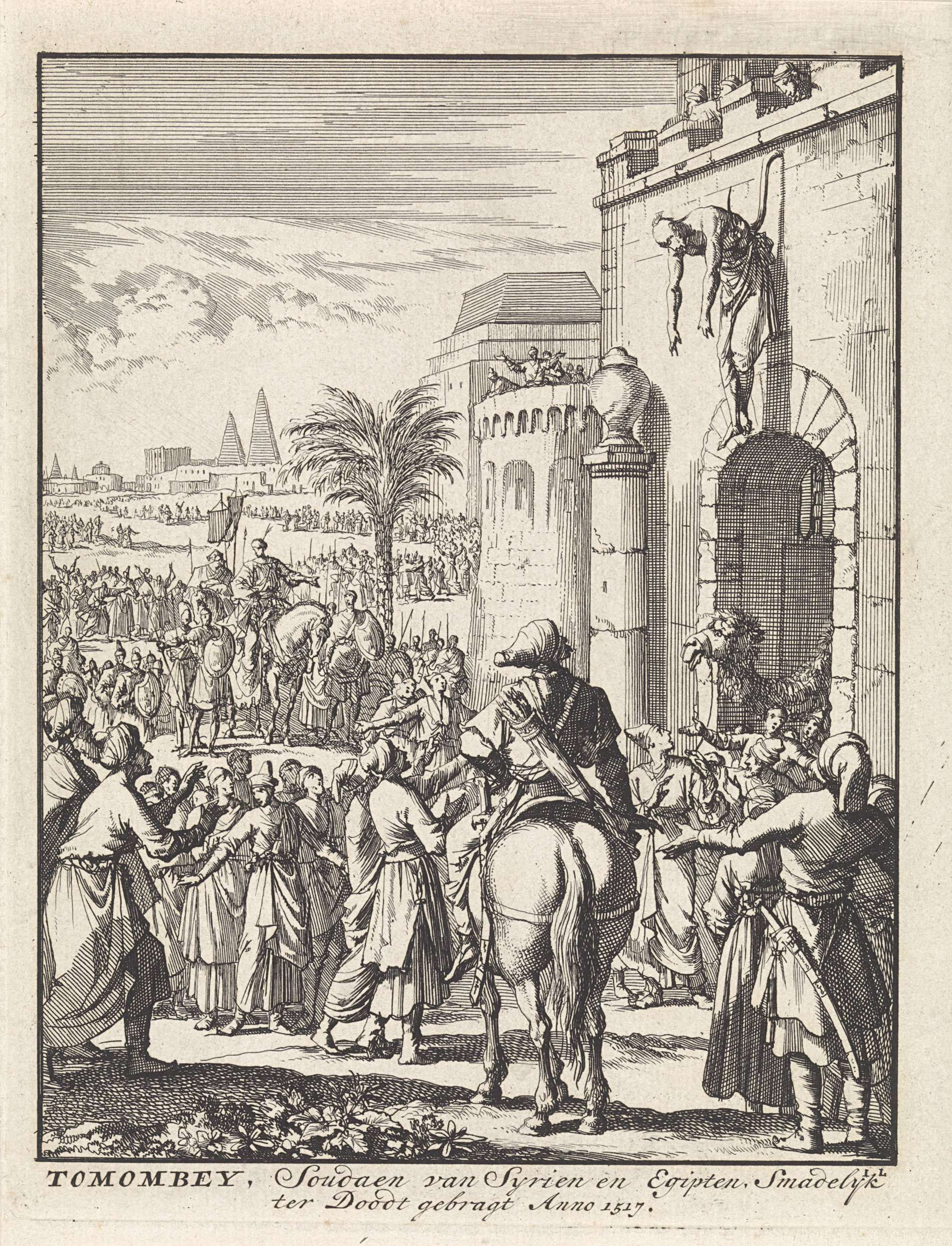
Казнь Туманбая

Явуз уважал выдающихся людей, а героизм Туманбая был исключительным. 31 марта Селим  принял лично Туманбая, причём  вёл себя с ним так, как будто бы тот все еще был правящим монархом - он приветствовал его стоя и посадил рядом с собой. В последовавшем разговоре, согласно османским историкам Саад эд-дину, Солакзаде и Али, Селим доброжелательно сказал, что хочет предоставить Туманбаю высокий пост в своей империи и отметил героизм бывшего мамлюкского правителя. В последующие дни визири, в том числе и великий визирь Юнус-паша, нанесли Туманбаю визиты. Шади-бека Селим тоже планировал помиловать. Но те, кто предал Туманбая и перешёл к османам, не желали, чтобы пленный султан остался жить. Джанберды Газали и Хайр-бей «ловко посеяли подозрения в подозрительном уме Селима и смогли разбудить жестокие страсти», чтобы султан не воздал должное заслугам побежденного врага. Они наняли человека, который выкрикнул из толпы: «Пусть Бог даст победу султану Туманбаю», что решило судьбу последнего мамлюкского султана. Палачом был назначен Али Шехсувароглу из Дулкадира, отец которого был казнён в Каире по приказу Кансуха аль-Гаури. Через 15 дней после пленения, 13 апреля 1517 года, Туманбай на верблюде был провезён через центр Каира, а затем его повесили за крюк как обычного преступника у Каирских ворот Баб-Зувейла; тем самым Селим рассеял слухи о том, что Туманбай на свободе. 16 апреля останки Туманбая были по приказу Селима захоронены с почестями, полагавшимися его рангу. Кади Египта совершил похоронную молитву. Когда визири подняли гроб, чтобы нести, Селим подошёл к нему и символически подставил плечо. 3 дня для души Туманбая Селим раздавал золотые монеты.

## Причины поражения мамлюков
Мамлюки, по словам Ибн Зунбуля, «были всадниками, которые знали искусство верховой езды, в то время как те, [то есть османы] были многочисленны и не знали этого искусства и полагались главным образом на стрельбу из аркебуз и пушек». Большинство мамлюков было убито в битвах пулями и ядрами, а не от копья, меча или стрелы. Мамлюки не имели артиллерии в первых битвах, а при Ридании их артиллерия была устаревшей конструкции по сравнению с османской, у них не было навыков или знаний об использовании артиллерии в бою. Мамлюки считали ниже своего достоинства использовать ружья или пушки, поскольку для этого надо было спешиваться, а они гордились своим статусом всадника и умением ездить верхом и владеть мечом.
Среди мамлюков не было единства, они не могли договориться по поводу того, кому подчиняться и какой тактики придерживаться, часть не желала воевать с единоверцами. Это привело к тому, что многие перешли на сторону османов или дезертировали.
Бедуины и другие арабские племена не умели и не желали сражаться, они предали мамлюков. Местные жители в Сирии и Египте поддерживали османов, пользовавшихся славой защитников простых людей: перед битвой на Дабикском поле сирийские крестьяне помогали тащить османские пушки и боеприпасы, египетские крестьяне отказались платить налоги Туманбаю.

## Итоги
Египет стал османской провинцией и оставался в руках Османской империи до французского завоевания Египта в 1798 году. Бейлербеем Египта был сначала назначен Девширме Юнус-паша, которого вскоре Селим заменил на Хайр-бека. Юнус-паша был обвинён в коррупции, его казнили на египетско-сирийской границе.
После захвата халифа аль-Мутаваккиля III его привезли в Константинополь, где он был сначала посажен в тюрьму Селимом, однако после уступил свой пост халифа преемнику Селима, Сулейману Великолепному. Тем самым религиозные авторитет и власть перешли к османским султанам.